# Mónica Heredia
Ibeth Mónica Heredia Fárez (10 de mayo de 1991) es una deportista ecuatoriana que compite en judo. Ganó tres medallas en el Campeonato Panamericano de Judo entre los años 2010 y 2015, y una medalla en los Juegos Suramericanos de 2010.

## Palmarés internacional
| Campeonato Panamericano | Campeonato Panamericano    | Campeonato Panamericano | Campeonato Panamericano |
| Año                     | Lugar                      | Medalla                 | Categoría               |
| ----------------------- | -------------------------- | ----------------------- | ----------------------- |
| 2010                    | San Salvador (El Salvador) | Medalla de bronce       | –44 kg                  |
| 2014                    | Guayaquil (Ecuador)        | Medalla de bronce       | –44 kg                  |
| 2015                    | Edmonton (Canadá)          | Medalla de plata        | –44 kg                  |
| Juegos Suramericanos    |                            |                         |                         |
| Año                     | Lugar                      | Medalla                 | Categoría               |
| 2010                    | Medellín (Colombia)        | Medalla de bronce       | –44 kg                  |